# Regiões das Filipinas
As Filipinas estão divididas em 17 regiões administrativas. Algumas das designações incluem componentes numéricos, e outras não. As regiões estão geograficamente combinadas nos três grandes grupos de ilhas do país: Luzon, Visayas, e Mindanau. 
As regiões CALABARZON, MIMAROPA e SOCCSKSARGEN são escritas em maiúsculas porque são acrónimos que representam as províncias ou cidades que as constituem.
Esta é a lista de regiões, em vigor desde 2010.

## Luzón
| Mapa | Região (nome curto)                       | Centro regional         | Unidades governativas locais |
| ---- | ----------------------------------------- | ----------------------- | --- |
|      | Grande Manila (Metro Manila)              | Manila                  | - Caloocan - Las Piñas - Makati - Malabon - Mandaluyong - Manila - Marikina - Muntinlupa - Navotas - Parañaque - Pasay - Pasig - Pateros - Quezon - San Juan - Taguig - Valenzuela |
|      | Região Administrativa de Cordillera (CAR) | Baguio                  | - Abra - Apayao - Baguio - Benguet - Ifugao - Kalinga - La Montaña |
|      | Ilocos (Região I)                         | San Fernando (La Union) | - Ilocos Norte - Ilocos Sur - La Union - Pangasinan |
|      | Vale de Cagayan (Região II)               | Tuguegarao              | - Batanes - Cagayan - Isabela - Nueva Vizcaya - Quirino |
|      | Luzón Central (Região III)                | San Fernando            | - Aurora - Bataan - Bulacan - Nueva Ecija - Pampanga - Tarlac - Zambales - Angeles                                                                                                 |
|      | CALABARZON (Região IV-A)                  | Calamba                 | - Batangas - Cavite - Quezon - Rizal - Laguna - Lucena |
|      | MIMAROPA (Região IV-B)                    | Calapan                 | - Marinduque - Mindoro Ocidental - Mindoro Oriental - Palawan - Romblon |
|      | Região de Bicol (Região V)                | Legazpi                 | - Albay - Camarines Norte - Camarines Sul - Catanduanes - Masbate - Sorsogon - Naga                                                                                                |

## Visayas
| Mapa | Região (nome curto)             | Centro regional | Unidades governativas locais                                                                  |
| ---- | ------------------------------- | --------------- | --------------------------------------------------------------------------------------------- |
|      | Visayas Ocidentais (Região VI)  | Iloilo          | - Aklan - Antique - Capiz - Guimaras - Iloilo - Iloilo - Negros Ocidental                     |
|      | Visayas Centrais (Região VII)   | Cebu            | - Bohol - Cebu - Cebu - Lapu-Lapu - Mandaue - Negros Oriental - Siquijor                      |
|      | Visayas Orientais (Região VIII) | Tacloban        | - Biliran - Samar Oriental - Leyte - Samar do Norte - Ormoc - Samar - Leyte do Sul - Tacloban |

## Mindanao
| Mapa | Região (nome curto)                | Centro regional | Unidades governativas locais                                                                            |
| ---- | ---------------------------------- | --------------- | --- |
|      | Península de Zamboanga (Região IX) | Pagadian        | - Isabela - Zamboanga - Zamboanga do Norte - Zamboanga do Sul - Zamboanga Sibugay                       |
|      | Mindanao Setentrional (Região X)   | Cagayan de Oro  | - Bukidnon - Cagayan de Oro - Camiguin - Iligan - Lanao do Norte - Misamis Ocidental - Misamis Oriental |
|      | Região de Dávao (Região XI)        | Davao           | - Davao de Oro - Davao - Davao do Norte - Davao do Sul - Davao Oriental - Davao Ocidental               |
|      | SOCCSKSARGEN (Região XII)          | Koronadal       | - Cotabato - Cotabato - General Santos - Sarangani - Cotabato do Sul - Sultan Kudarat                   |
|      | Região de Caraga (Region XIII)     | Butuan          | - Agusan do Norte - Agusan do Sul - Butuan - Ilhas Dinagat - Surigao do Norte - Surigao do Sul          |
|      | Bangsamoro (BARMM)                 | Cotabato        | - Basilan (excluindo Isabela) - Lanao do Sul - Maguindanao - Sulu - Tawi-Tawi                           |